# Kh-15

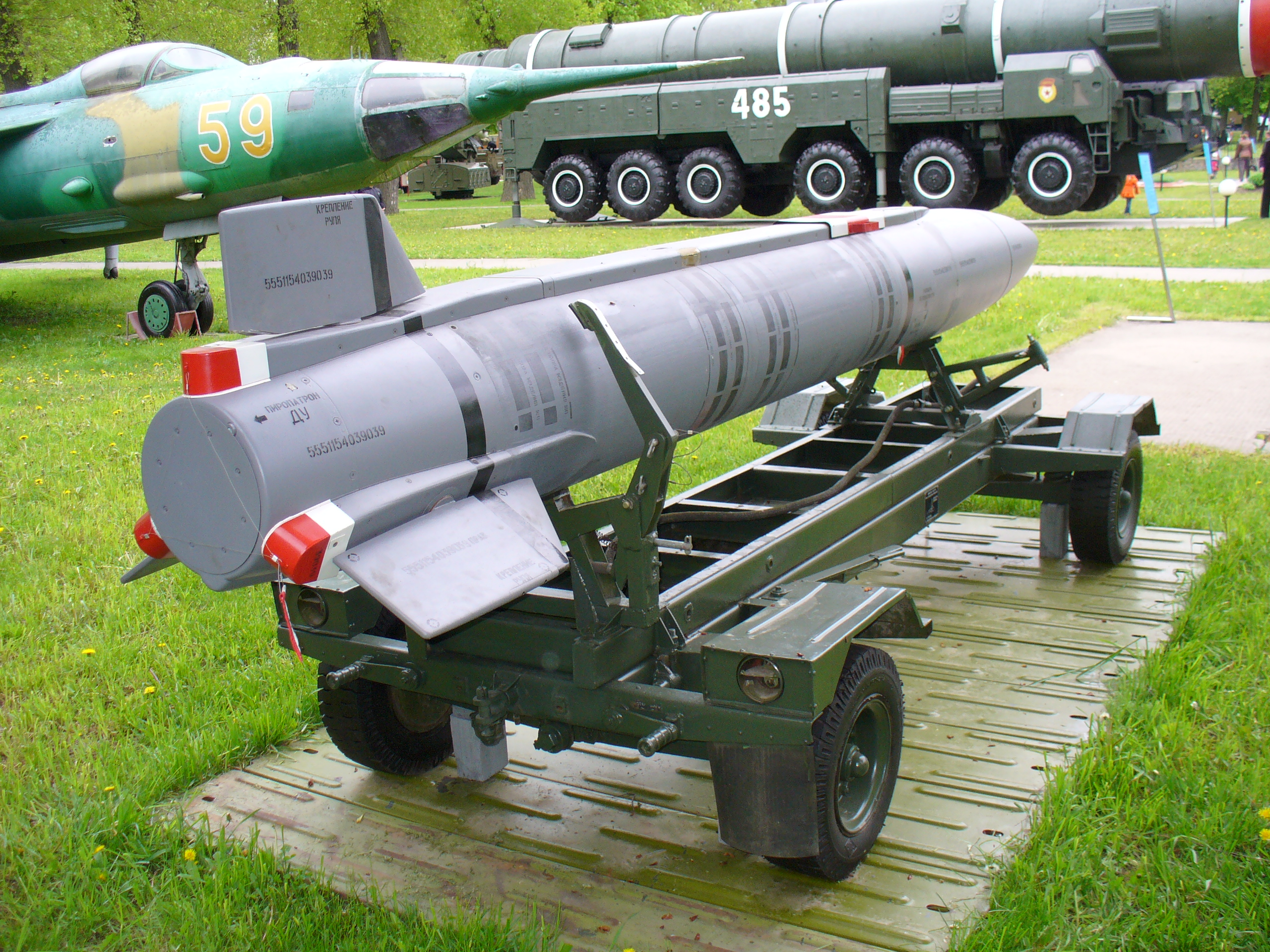
Vue arrière d'un Kh-15

Le Kh-15 (en russe : « Х-15 ») désignation OTAN AS-16 « Kickback », aussi désigné RKV-15, est un missile air-sol soviétique aéroporté conçu par le bureau d'études MKB Raduga. Pouvant être transporté par le Tupolev Tu-22M ou d'autres bombardiers, il était à l'origine une arme nucléaire de type « stand-off » mais il existe désormais des versions à charge militaire conventionnelle. Pour beaucoup d'experts militaires, il est considéré comme la réponse soviétique au missile américain AGM-69 SRAM, auquel il ressemble beaucoup. Son surnom est parfois utilisé : « SRAMski ».

## Développement
En 1967, le bureau d'études MKB Raduga commença le développement du missile Kh-2000, comme remplaçant du missile antinavire lourd Kh-22 et du KSR-5, alors devenus obsolètes. Le développement du Kh-15 commença, lui, au début des années 1970, avec les premiers vols de tests effectués à la fin des années 1970 à partir d'un Tu-22M. La production commença au début des années 1980, et il fut livré aux troupes de l'armée de l'air russe principalement pour équiper les bombardiers Tu-160. Au milieu des années 1980, il fut attribué aux bombardiers Tu-22M3. Entré officiellement en service en 1988, son but était de pouvoir attaquer les cibles terrestres et les détruire avec sa charge nucléaire, tout en restant très difficile à intercepter,.
Initialement doté d'une tête nucléaire, la sophistication de sa conception en fit un missile très flexible, et deux versions à charge conventionnelle furent développées en parallèle, la version Kh-15P antiradar, suivie par la version antinavire Kh-15A, dévoilée en 1993 à Abu Dhabi sous la désignation de Kh-15S,.
Le développement de la version Kh-15P semble avoir été arrêté en 1991, pour des raisons politiques, tandis que certaines sources affirment que le Kh-15S est en fait la désignation d'exportation du Kh-15A,,.

## Difficultés de développement
Ce missile, de haute technicité pour son époque, ne manqua pas de poser de nombreux problèmes à ses concepteurs, principalement en raison de sa vitesse finale très élevée, qui inflige à son fuselage et à sa structure des contraintes thermiques énormes. La plus grosse difficulté a été de fabriquer, en 1978, des revêtements et des matériaux résistant à l'échauffement énorme produit par le frottement de l'air à ces vitesses hypersoniques.
Les gouvernes du missile sont constituées d'alliages de titane OT4-1 et BT-5, recouvertes par une protection thermique, et les parties soumises aux échauffements les plus importants sont constituées d'un alliage tungstène-molybdène VM-1. Les jonctions entre les différents carénages sont effectuées par une soudure avec un alliage d'acier à haute température VZ-100. Ces carénages sont recouverts d'une couche métallique particulière diminuant la signature radar du missile, afin de le rendre plus difficilement détectable par l'ennemi. Le fuselage comporte une isolation intérieure et est tapissé avec une protection thermique de type TZMKT. La protection des éléments aérodynamiques (gouvernes) et des éléments du fuselage est apposée sous vide dans un autoclave, tandis-que les formes les plus compliquées du missile subissent une imprégnation sous haute pression. Afin de pouvoir répondre à ces besoins, un four spécial de grandes dimensions fut mis au point au sein des locaux de Raduga.
Une étape particulière dans l'histoire du missile Kh-15 est associée au développement de la technologie permettant de créer un cône de nez en matériaux composites suffisamment permissif pour laisser passer les ondes du radar d'attaque, tout en demeurant suffisamment résistant à la chaleur produite par les échauffements dus à la vitesse du missile. À l'origine, il était censé être constitué d'un empilement de trois plis de type K9-70, mais le processus de fabrication se révéla très difficile, car chacune des différentes couches utilisait son propre type de plastique et nécessitait un traitement thermique qui lui était propre. Un autre mélange de composites plus simple fut adopté, à base de plastique TCF-6 recouvert d'une couche de protection thermique de type ATOM-2.
Afin de conserver des caractéristiques idéales tout au long de sa vie, le missile est stocké dans des cocons remplis d'un gaz inerte, n'altérant pas les propriétés de la poudre propulsive ou des différents alliages présents dans sa structure.

## Caractéristiques

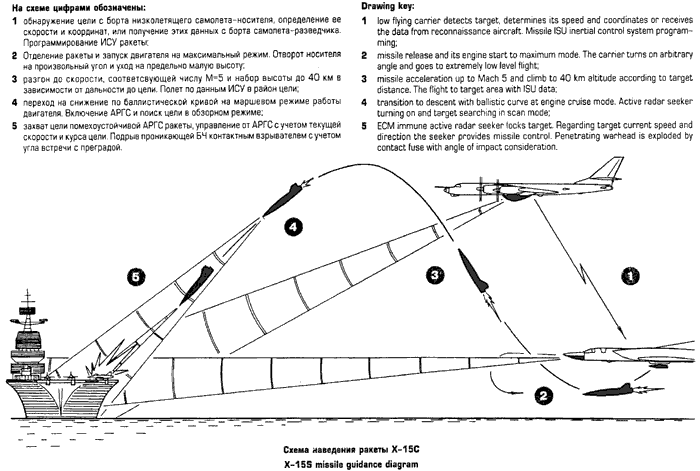
Schéma d'attaque du Kh-15.

Lors de son lancement, le missile grimpe très rapidement à une altitude très élevée, d'environ 40 000 m, et navigue grâce à un système inertiel. À proximité de sa cible, il allume son radar actif millimétrique afin de la rechercher et l'accrocher. Une fois cette action effectuée, il part en plongée sur cette dernière à une vitesse proche de Mach 5,0,,, ce qui en fait l'un des missiles les plus rapides du monde à l'heure actuelle.
Ce profil de vol assez particulier, proche de celui d'un missile balistique, explique la forme du missile, comparable à celle d'une balle de fusil, dépourvu d'ailes de sustentation et doté de petites ailettes à la queue. La propulsion est assurée par un moteur-fusée à carburant solide comprenant deux chambres de combustion séparées.
La version antinavire utilise une combinaison navigation inertielle + radar actif, pour son guidage, alors que la version dotée d'une charge nucléaire de 350 kT, se contente de la seule présence de la plateforme inertielle pour atteindre sa cible. La version antiradar emploie, elle, un autodirecteur radar passif,, se guidant sur les ondes du site radar visé pour tracer son chemin jusqu'à lui. En plus d'être efficace, ce système assure une discrétion importante au missile, car aucune émission provenant de son système de guidage ne peut alerter la cible de ce qui l'attend.
Le Kh-15P antiradar emploie une charge conventionnelle hautement explosive (HE) de 150 kg, tandis que la charge de 150 kg emportée par le Kh-15A est de type semi-perforante, plus adaptée à la destruction de navires.

## Versions
- Kh-15 (RKV-15) : (Izdeliye-115) version originale, dotée d'une ogive nucléaire d'une puissance de 350 kT. Guidage par centrale inertielle.
- Kh-15P : version antiradar du missile, dotée d'une charge conventionnelle et guidée par un radar passif.
- Kh-15A : version antinavire du missile, dotée d'une charge conventionnelle, à guidage inertiel + radar actif millimétrique.
- Kh-15S : version d'exportation du Kh-15A.
- Kh-15SE : hypothétique version d'exportation dérivée du Kh-15S[4], qui pourrait être employée par les Su-24MK et Tu-142ME.

## Aéronefs compatibles
- Tupolev Tu-22M : le Tu-22M3 peut embarquer six missiles sur un lanceur rotatif MKU-6-1 installé à l'intérieur de sa soute, auxquels s'ajoutent quatre missiles attachés à deux pylônes de voilure PU-01[4]. Il embarque un total de dix missiles[1].
- Tupolev Tu-160 : le Tu-160 pourrait emporter deux lanceurs MKU-6-1, pour un total de douze missiles emportés en interne.
- Tupolev Tu-95
- Su-24MK : pourrait employer une hypothétique version d'exportation Kh-15SE[4].
- Tu-142ME : pourrait employer une hypothétique version d'exportation Kh-15SE[4].

## Utilisateurs

### Ancien
- Union soviétique : reversé aux états successeurs.

### Actuel
- Russie